# 瑪麗克·格勒內沃德

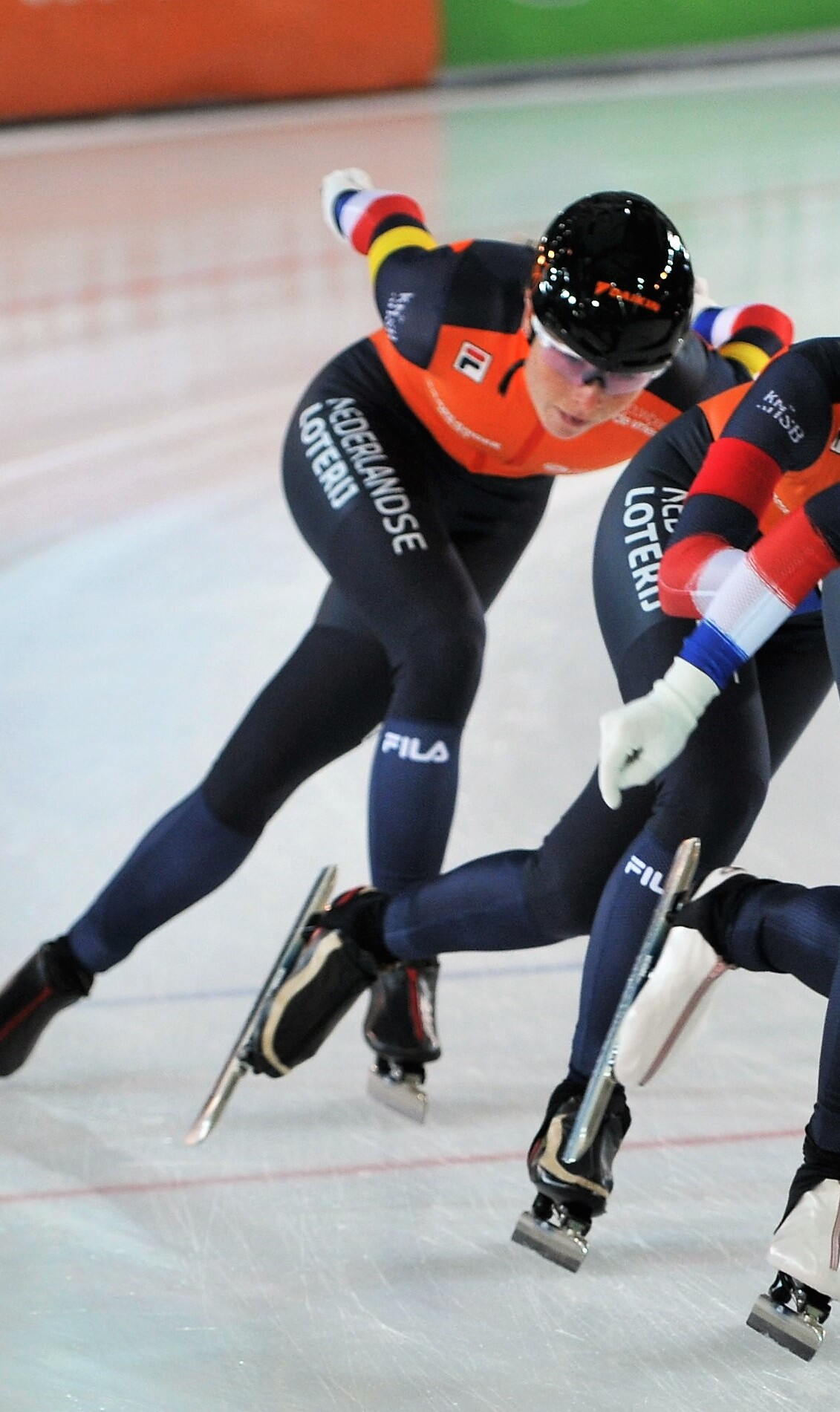
瑪麗克·格勒內沃德 (2022)

瑪麗克·格勒內沃德（荷蘭語：Marijke Groenewoud，1999年1月28日—），荷蘭速度滑冰運動員，她代表荷蘭隊參加了中國舉行的2022年冬季奧林匹克運動會，並且在女子團體追逐比賽上獲得銅牌。